# Billie Massey
Billie Massey (Ostenda, 21 marzo 2000) è una cestista belga.
È la sorella gemella di Becky Massey.

## Carriera
Con il Belgio ha disputato i Giochi olimpici di Tokyo 2020 e i Campionati europei del 2021.